# Kairo
Kairo (回路, "Circuit"), comercialitzada internacionalment com Pulse, és una pel·lícula de tecno-horror del Japó del 2001 dirigida per Kiyoshi Kurosawa. La pel·lícula es va projectar a la secció Un Certain Regard al 54è Festival Internacional de Cinema de Canes. La pel·lícula va tenir una bona acollida crítica i té un seguiment de culte. Un remake en anglès, també titulat Pulse, va debutar el 2006 i va generar dues seqüeles. El guió també va ser adaptat en una novel·la homònima pel mateix Kurosawa.

## Argument
La trama se centra en fantasmes que envaeixen el món dels vius a través d'Internet. Presenta dues línies argumentals paral·leles que finalment convergeixen. A la primera, Michi Kudo s'ha traslladat recentment a Tòquio i ha començat a treballar en una botiga que ven plantes. Els seus companys de feina són Junko Sasano, Toshio Yabe i Taguchi, que fa alguns dies que està desaparegut mentre treballava en un disc d'ordinador per les vendes de la botiga. Michi va a l'apartament d'en Taguchi i el troba distret i distant; mentre la Michi busca el disc, s'adona que l'apartament de Taguchi és estranyament tranquil. Llavors es gira per parlar amb Taguchi i el troba mort després de penjar-se, el seu cadàver es va deteriorant visiblement i la Michi es pregunta amb qui estava parlant inicialment. La Michi i els seus amics inspeccionen el disc que va deixar enrere i descobreixen que conté una imatge de Taguchi mirant el monitor del seu propi ordinador, on es pot veure Taguchi mirant el seu monitor, creant una sèrie interminable d'imatges. A l'altre monitor del seu escriptori, descobreixen una cara fantasmal mirant cap a l'habitació d'en Taguchi.
Yabe rep una trucada telefònica i sent una veu distorsionada que diu "ajuda'm". En comprovar el seu telèfon, veu la mateixa imatge que es troba al disc de Taguchi. Va a l'apartament d'en Taguchi i veu una taca negra a la paret on es va penjar, així com un paper on hi ha escrit "com fer una habitació prohibida" (akazu no heya no tsukurikata). Nota una porta segellada amb cinta vermella i hi entra, on es troba amb un fantasma. En Yabe es deprimeix i li diu a la Michi que va veure alguna cosa horrible a "l'habitació prohibida".
La Michi rep una trucada com la que va rebre en Yabe. Va a veure en Yabe i troba una taca negra a la paret com la de l'apartament d'en Taguchi. S'espanta quan s'adona que Junko s'ha descintat i ha entrat a una "habitació prohibida". A l'interior, és testimoni de Junko sent arraconada per un fantasma i la rescata. Junko queda catatònica de la trobada. Més tard s'enfila cap a la paret i es converteix en una taca negra, que després es dissol i s'escampa mentre Michi intenta en va aturar-la. Preocupada, la Michi va a veure com és la seva mare, que viu fora de Tòquio.
La segona trama segueix Ryosuke Kawashima, un estudiant d'economia universitari que recentment s'ha registrat a un nou proveïdor de serveis d'Internet. El seu ordinador accedeix a un lloc web per si mateix, mostrant-li imatges inquietants de persones soles a les habitacions fosques que mostren un comportament estrany. Aquella nit, Ryosuke es desperta i torna a trobar el seu ordinador encès amb les imatges inquietants que es mostren i el desconnecta frenèticament. L'endemà visita el laboratori d'informàtica de la universitat a la recerca de respostes i es troba amb la Harue Karasawa, una estudiant de postgrau en informàtica, que li suggereix marcar la pàgina o captura de pantalla les imatges perquè les examini. Ryosuke intenta fer-ho, però descobreix que el seu ordinador no seguirà les seves ordres. En canvi, es reprodueix un vídeo d'un home amb el cap dins d'una bossa de plàstic assegut en una habitació amb les paraules "AJUDA’M" escrites per totes les parets.
Un estudiant graduat amb qui treballa en Harue explica a Ryosuke la seva teoria que les ànimes dels morts han començat a envair el món físic. Harue confia els seus sentiments d'aïllament de tota la vida a Ryosuke, després comença a actuar de manera estranya, suggerint que els fantasmes voldrien atrapar els humans en la seva pròpia solitud més que no pas matar-los. Ryosuke intenta escapar amb ella a un lloc llunyà del tren. Tanmateix, el seu tren s'atura i la Harue, presa pel desig de tornar a casa, fuig. En tornar al seu apartament, veu com l'home amb la bossa de plàstic es dispara a l'ordinador. La Harue prem la tecla "Enter" i veu un vídeo d'ella mateixa en el moment present a la pantalla. Mentre abraça la figura invisible que la mira, Harue diu feliçment que "no està sola". Quan Ryosuke arriba al seu apartament, ha desaparegut.
A mesura que la gent comença a desaparèixer en gran nombre, comencen les evacuacions de Tòquio i s'està duent a terme una invasió a gran escala de la regió de Kanto per part dels fantasmes. Ryosuke es troba amb la Michi al seu cotxe avariat, i després d'ajudar-la a reparar-lo, va amb ell a buscar en Harue. Troben Harue abandonada en una fàbrica, que es mostra traient-se una bossa de plàstic del cap, abans de disparar-se, reflectint l'home que va veure a l'ordinador. Quan el cotxe d'en Ryosuke i en Michi es queda sense benzina, Ryosuke entra a un magatzem per buscar combustible, portant una la llauna amb ell. Mentre busca el magatzem, accidentalment deixa caure la tapa de la llauna, que roda per la porta oberta d'una "habitació prohibida". Quan entra a l'habitació per recuperar-la, la porta es tanca darrere seu i es troba amb un fantasma que insisteix que és "real" i li diu que "la mort era una soledat eterna". Tot i que intenta resistir la influència del fantasma, Ryosuke perd les ganes de viure i en Michi l'arrossega cap a un lloc segur. Condueixen a través d'un Tòquio abandonat i devastat, i es troben amb un paisatge apocalíptic, així com un avió de càrrega militar nord-americà C-130 Hercules que cau del cel i explota. Després de localitzar una petita barca a motor i viatjar a la Badia de Tòquio, la parella es troba i es porta a bord d'un vaixell que surt de Tòquio, tripulat per un petit grup de supervivents que els diuen que esdeveniments similars estan passant a tot el món.
Tornant a la primera escena de la pel·lícula, Michi i el capità del vaixell parlen a la coberta inferior. Mentre el vaixell es dirigeix cap a Amèrica Llatina, el capità anima a la Michi, dient-li que està fent el correcte per continuar vivint. Torna a la seva habitació del vaixell, on veu en Ryosuke assegut contra la paret amb els ulls tancats. S'esvaeix en una ombra mentre la Michi declara que ha trobat la felicitat, estant sola amb el seu últim amic al món.

## Repartiment
- Kumiko Asō com a Michi Kudo
- Haruhiko Kato com Ryosuke Kawashima
- Koyuki com a Harue Karasawa
- Kurume Arisaka com a Junko Sasano
- Masatoshi Matsuo com a Toshio Yabe
- Shinji Takeda com a Yoshizaki
- Jun Fubuki com a mare de Michi
- Shun Sugata com a cap
- Kōji Yakusho com a capità del vaixell
- Mostra Aikawa com a empleat
- Kenji Mizuhashi com a Taguchi

## Llançament
Kairo es va llançar per primera vegada al Japó el 3 de febrer de 2001, on va ser distribuït per Toho.
Distant Horizon va comprar els drets de distribució mundial de la pel·lícula a Daiei. La pel·lícula es va estrenar a la categoria Un Certain Regard al Festival Internacional de Cinema de Canes.

## Vídeo casolà
La pel·lícula va ser llançada en DVD per Magnolia Home Entertainment el 21 de febrer de 2006. Arrow Video va publicar la pel·lícula en Blu-ray el juliol de 2017.
A partir d'octubre de 2019, s'inclou com a part del servei de subscripció que gestiona el BFI.

## Recepció crítica
L'agregador de ressenyes Rotten Tomatoes atorga a la pel·lícula una valoració del 76% basada en 55 ressenyes i una mitjana de 6,8/10. El consens crític del lloc web diu: "Un sinistre thriller tecnològic l'art del qual rau més en el poder de suggestió que no pas una pluja de sang i tripes o efectes especials de la botiga de terror".
AllMovie va elogiar la pel·lícula, escrivint: "Els primers 30 minuts de Kairo són potser algunes de les seqüències més inquietants i aterridores que han caigut a la baixa en molt de temps". Anita Gates de The New York Times va escriure: "Hi ha molt pocs moments a la pel·lícula de terror ferotgement original i emocionant de Kiyoshi Kurosawa que no evoquen un temor oníric pel veritablement desconegut". Slant va donar a la pel·lícula quatre estrelles de quatre: "Les pel·lícules de Kurosawa tenen un efecte genuïnament inquietant en l'espectador perquè tracten amb el tipus de solitud que existeix en un món superpoblat." […] Kairo és la seva dilucidació més contundent d'aquest tema, tractant la World Wide Web com una trampa literal que forja connexions nervioses entre desconeguts on el destí final és el caos". The Guardian la va anomenar "una pel·lícula de terror increïblement esgarrifosa" que, de la mateixa manera que Ringu, "troba calfreds al més brut i mundà dels llocs; el desplegament hàbil de petits moments horripilants i les imatges inquietants i críptices produeixen l'estat d'ànim necessari de por i tristesa". Film Threat va escriure: "El que és pitjor que una pel·lícula de terror que t'espanta sels somnis és aquella que et pertorba fins a la depressió". The Washington Post va comentar: "Kairo es gaudeix millor si no es qüestiona massa de prop. Viu visualment d'una manera que no pot viure intel·lectualment".
Entertainment Weekly va ser crític amb la pel·lícula, i va escriure: "veient Kairo […] gairebé podríeu morir d'expectativa", comentant que "res en les dues hores a ritme de caragol [ ...] té una mica de sentit". The Seattle Times va criticar la història i la durada de la pel·lícula , escrivint "mentre et destrossa els nervis, Kairo et deixa el cervell amb ganes de més", i The Village Voice va anomenar la pel·lícula "almenys mitja hora massa llarga".
El 2012, Jaime N Christley de Slant va enumerar la pel·lícula com una de les millors de tots els temps. A principis de la dècada de 2010, Time Out va realitzar una enquesta amb diversos autors, directors, actors i crítics que han va treballar dins del gènere de terror per votar per les seves millors pel·lícules de terror. La pel·lícula es va classificar com a número 65 a la versió del 2020 de la llista
L'escena on Yabe es troba amb un fantasma per primera vegada ha rebut atenció per ser especialment espantosa sense utilitzar salts de pors ni efectes sonors forts; Scott Tobias, escrivint per a The A.V. Club, el va descriure com "probablement la seqüència de signatura de tot terror J".
Va participar com a part de la secció oficial del XXXIV Festival Internacional de Cinema Fantàstic de Catalunya, on va guanyar el Premi de la Crítica José Luis Guarner